# 50 км
50 км — железнодорожная казарма в Юрьянском районе Кировской области в составе Подгорцевского сельского поселения.

## География
Находится у железнодорожной линии Киров-Котлас на расстоянии примерно 19 километров по прямой на север от поселка Мурыгино.

## История
Известна с 1905 года, когда в этой полуказарме было учтено 6 жителей при 1 дворе (рядом находилась ещё будка с 2 жителями). В 1926 в будке Шибанвской отмечено 2 хозяйства и 13 жителей, в 1950 (уже нынешнее наименование) 4 и 21, в 1989 3 человека.

## Население
Постоянное население составляло 8 человек (русские 87 %) в 2002 году, 7 в 2010.